# Maďarský vpád do Evropy
Vpád Maďarů do Evropy znamenal století neutichajících bojů a invazí v 9. a 10. století, které se odehrály na území dnešního Německa, Francie, Itálie, Španělska, Rakouska, Maďarska, Česka, Slovenska, Bulharska, Chorvatska, Řecka a jiných zemí, které Maďaři razantně zpustošili. Z dlouhodobého hlediska se Maďaři asimilovali do evropské společnosti, převzali evropské zvyky a stali se patrony evropské civilizace.

## Historie

### Pozadí
V rámci Chazarské říše, jejíž součástí polonomádská konfederace Maďarů byla, se Maďaři živili jako výběrčí daní. Pravidelně vybírali daně od Seveřanů a Polanů a často zotročovali východní Slovany, které pak prodávali na byzantských trzích. Interní konflikty uvnitř samotné Chazarské říše, především roztržky mezi Maďary a Pečeněhy, měly za následek destabilizaci říše, díky čemuž se nakonec Chazarská říše v roce 965, kvůli nechráněnému západnímu křídlu pod nátlakem Rusů rozpadla. Nomádské válečné skupiny často působily i jako žoldnéři ve válkách pro tu stranu, která dala lepší nabídku, takže Maďaři byli často najímáni do válek:

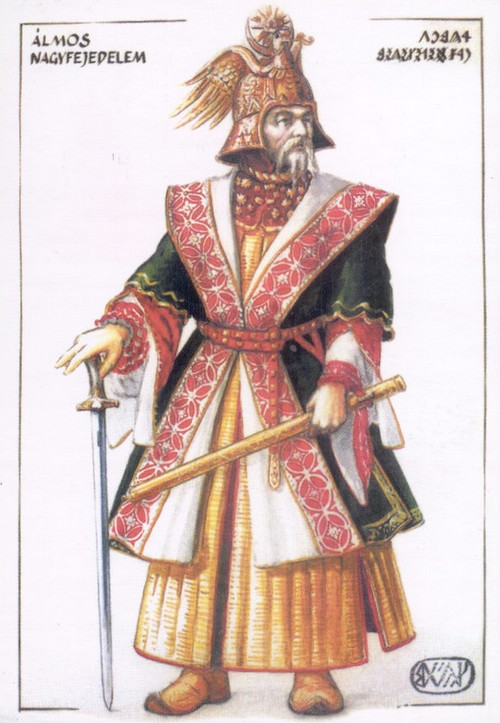
Chazarsko-maďarský vládce Levedi si přál, aby Maďary vedl Álmos (obrázek). Ten však na své místo doporučil svého syna Arpáda.

- na straně Kruma proti Nikeforovi I. (Bitva u Plisky: vítězství pro Bulhary)
- na straně Arnulfa proti Velké Moravě
- na straně Svatopluka I. proti Arnulfovi (891–4)[5][6]
- na straně Arnulfa proti Berengarovi I.
- na straně Berengara
- na straně Leona VI. Moudrého proti Symeonovi I.
- aj.

Kronikář Hamartolos zaznamenal, že Bulharská říše kolem roku 837 hledala alianci s Maďary. Pozdější zmínky z 10. století uvádějí, že chazarský kagan prosil svého spojence, byzantského císaře, o vybudování pevnosti Šarkil (ukrajinsky Біла Вежа) proti novému nepříteli (Maďarům a jiným), jak někteří, např. Omar ibn Rusta, dokládali.
Podle bavorských letopisů Annales Sangallenses maiores a Annales Alamannici, kagan Kurszán byl pozván Ludvíkem Dítětem na zinscenovanou hostinu, kde byl zavražděn. Čin měl vyvolat paniku mezi Maďary, aby se přeli mezi sebou, a tím zastavit invaze jednou provždy. Pro Maďary však měl jiný politický důsledek: oprostili je od diarchie, načež Árpádovci, vycházející z linie guyly (funkce vojenského generála, chazarský ekvivalent kagan-beg), nadobro převzali kontrolu nad uherským trůnem.
O maďarském tažení na moravském území v roce 894 letopis kláštera Fulda říká: „Avaři, kteří si říkají Maďaři se dostali přes Dunaj, napáchali jen samá zvěrstva. Vraždili muže, staré ženy a chytali mladé dívky, které odvlekli jako dobytek, a proměnili celou Panonii v poušť.“ Kyjevské a ruské prameny ze stejné doby dokládají konflikt mezi Pečeněhy a Maďary, i rozhodující bitvu mezi nimi na povodí řeky Don. Kvůli ní museli opustit černomořskou step, jejich původní sídlo Atelkuzu. Pečeněhové byli najati Symeonem I., aby je Maďarů zbavili. Přibližně v 11. století, kdy byli Pečeněhové pronásledováni, však našli útočiště právě v Uherském království, kde splynuli s tamním obyvatelstvem.

### Invaze

Postup Maďarů do srdce Evropy (893–902)

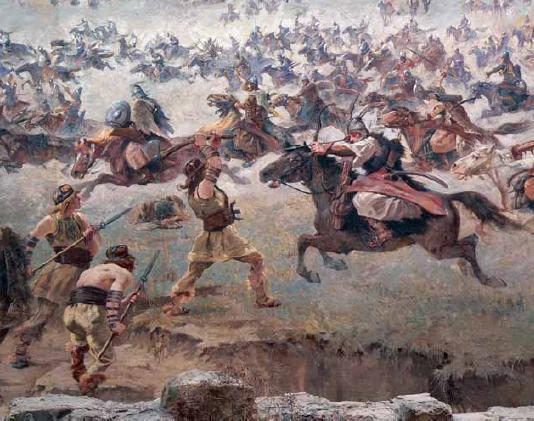
Maďarští válečníci, olejomalba Árpád Feszty

V letech 892–93 kagan Kurszán po boku východofranského císaře Arnulfa zaútočil na Velkou Moravu. Arnulf „předal“ dobyté moravské území maďarskému kaganovi, který stačil obsadit jižní cíp Maďarska, který patřil bulharskému knížectví. Kurszán si rychle uvědomil zranitelnost země ze severu, proto uzavřel spojenectví s Leonem VI. a společně porazili armádu Symeona prvního. Přibližně v roce 896, Maďaři, pravděpodobně pod vedením Árpáda, překročili Karpaty a dostali se až do Panonské pánve.
V roce 899 tito Maďaři vtrhli do severních krajů Itálie, do okolí měst Treviso, Vicenza, Verona, Brescia, Bergamo a Milán. Porazili Braslava, knížete chorvatské Panonie, a později v roce 901 opět zaútočili na Itálii. V roce 902 uspořádali tažení do severní Moravy, kde porazili Moravany a vyvrátili Velkomoravskou říši. Na rozdíl od pozdních maďarských kronik však soudobé letopisy píší něco jiného. Švábská kronika k roku 902: "Uhři byli pobiti Moravany". Fuldské letopisy k roku 902:"Uhři napadnou Moravany a poraženi v bitvě dali se na útěk". Stejně píše k roku 902 i Kronika Herimana z Reichenau. Téměř každým rokem prováděli Maďaři sérii nájezdů jak na katolický „Západ“ tak byzantský „Východ.“ V roce 905 Maďaři a italský král Berengar utvořili spojenectví (amicitia), které trvalo patnáct let a maďarská vojska po tu dobu nevstoupila do Itálie.
V letech 907–910 Maďaři zaznamenali tři hlavní vítězství nad Východofranskou říši, jejíž armády byly drtivě poraženy nájezdníky. Ve stejném roce rovněž drtivě porazili Bavory v bitvě u Prešpurku, čímž si pojistili nově dobyté území a otevřeli si cestu do Itálie a Francie. 3. srpna 908 zvítězili v bitvě u Eisenachu, v níž zahynuli kníže Egino, kníže Burchard a Rudolf I., biskup z Würzburgu. V roce 910 Maďaři porazili armádu Ludvíka Dítěte u města Augsburgu. Menší maďarské oddíly se dostaly hluboko do Brémy a po smrti Konráda I. Německého zaútočili na Sasko, Lotrinsko, a Západofranskou říši. Ve svých italských nájezdech na straně Berengara I. Maďaři zúčtovali s Berengarovými nepřáteli ve Veroně a v roce 922 se dostali až do Apulie.
V letech 917 až 925 Maďaři napadli Basilej, Alsasko, Burgundsko, Provence a Pyreneje V roce 926 rozvrátili Švábsko a Alsasko a prodrali se přes dnešní území Lucemburska až k Atlantskému oceánu. Petr, bratr papeže Jana X., v roce 927 pozval Maďary, aby převzali vládu nad Itálií. Ti přišli do Říma a požadovali suverenitu Toskánska a Taranta, od nichž potom vyžadovali daně.
Následovala vlna neúspěchů v Sasku (spojenectví s Maďary již vypršelo), kde byli poraženi u řeky Unstruta Jindřichem I. Ptáčníkem. Maďarské útoky nicméně pokračovaly proti hornímu Burgundsku (v roce 935) a Sasku (936, 938). Dále zaútočili na Francii (937), severní Itálii, Bulharsko a Byzantskou říši, Řím (940), Španělsko (942), Katalánsko a znovu Itálii (947).
U Konstantinopole (dnešní Istanbul) donutili Maďaři Byzantskou říši, aby jim vyplatila daň na patnáct let. V tažení do Itálie se ve spolupráci horky Bulcsú a kagana Taksonyho dostali opět do Apulie, kde si italský král Berengar II. vykoupil mír převodem velké sumy peněz.
Po porážce na řece Lechu v roce 955 nájezdy na západní sousedy skončily, avšak nájezdy na Byzantskou říši pokračovaly ještě do 80. let 10. století.

## Strategie

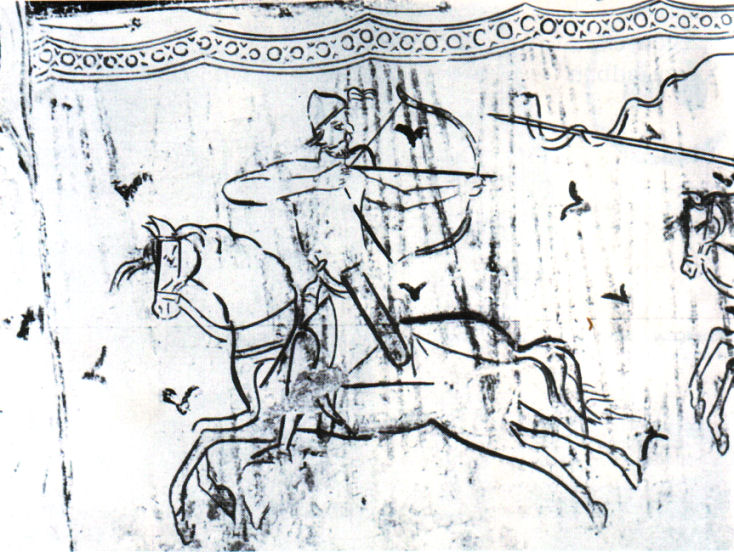
Dochovaná italská freska zobrazující staromaďarského válečníka.

Maďarskou armádu tvořila zejména velice mobilní lehká jízda podle euroasijského vzoru, těžko předvídatelná oproti evropským armádám. Bez předchozího varování rozvrátila celou krajinu a stáhla se dříve, než mohl nepřítel zformovat jakékoliv obranné síly. Pokud byli přinuceni k boji, Maďaři zahrnuli své nepřátele sprchou šípů a pak předstíraným úprkem. Očekávali, že nepřátelé opustí své místo a budou je pronásledovat, načež s nimi Maďaři bojovali jednotlivě. Mezi další taktiky, které se Maďarům často vyplácely, bylo vedení ofenzívy v zimě nebo vysílání vojenských zvědů, kteří se vydávali za diplomatické družiny, do cizích území. Z prvků této jízdní strategie později vznikli husaři, které později používaly historické armády například Poláků nebo Francouzů.

## Galerie

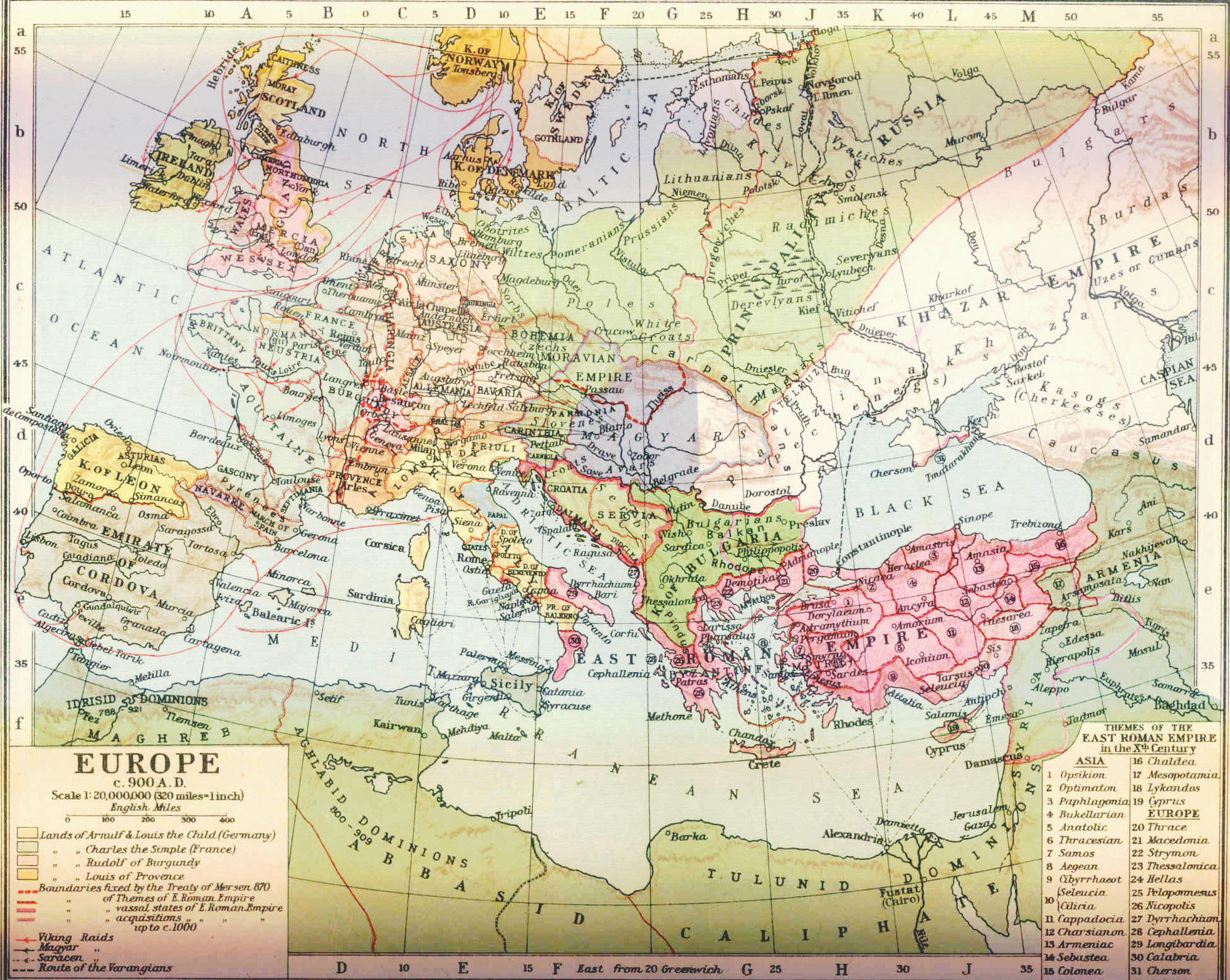
Evropa kolem roku 900
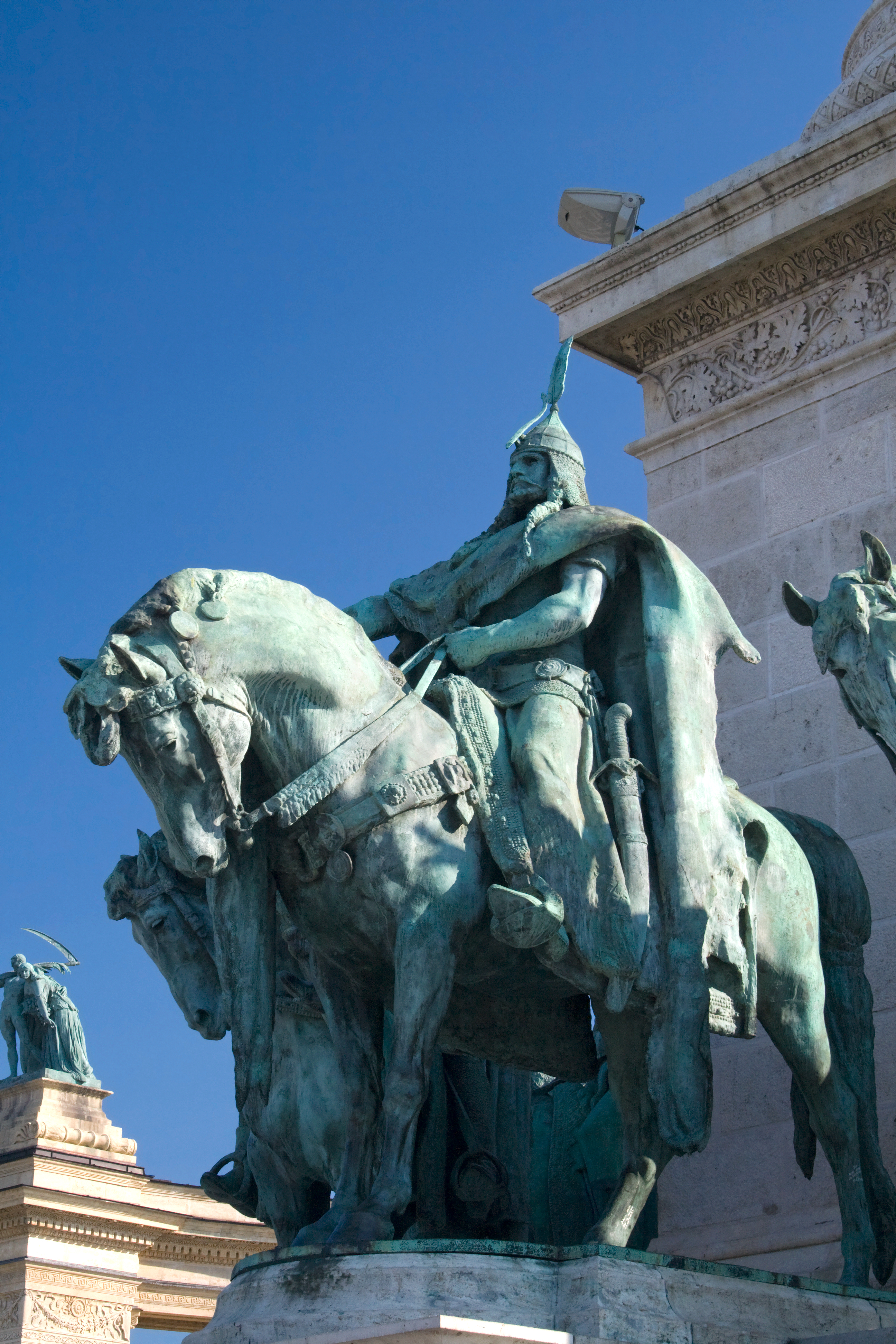
Socha Arpáda v Budapešti